# Talisca
Talisca (* 1. Februar 1994 in Feira de Santana; bürgerlich Anderson Souza Conceição), auch Anderson Talisca, ist ein brasilianischer Fußballspieler. Der offensive Mittelfeldspieler steht seit Januar 2025 beim türkischen Erstligisten Fenerbahce Istanbul unter Vertrag.

## Karriere

### Vereine
In seiner Jugend spielte Talisca für den EC Bahia. Am 7. Juli 2013 kam er bei der 0:2-Niederlage gegen Corinthians São Paulo zu seinem Debüt in der brasilianischen Série A. Seinen ersten Treffer erzielte er bei seinem zweiten Profieinsatz am 11. Juli 2013 beim 2:1-Sieg gegen den FC São Paulo. 2014 gewann er mit dem Verein die Staatsmeisterschaft von Bahia.
Zur Saison 2014/15 wechselte Talisca zu Benfica Lissabon in die portugiesische Primeira Liga. Am 11. August 2014 gewann er mit dem Verein im Elfmeterschießen gegen den Rio Ave FC den Supercup. Am 12. September 2014 gelangen ihm beim 5:0-Sieg gegen Vitória Setúbal drei Treffer. Am Saisonende gewann er mit Benfica die Meisterschaft. Auch in der Spielzeit 2015/16 sicherte er sich mit dem Verein den Meistertitel.
Zur Saison 2016/17 wurde Talisca für zwei Jahre an den türkischen Erstligisten Beşiktaş Istanbul verliehen. Bei Beşiktaş entwickelte er sich zum Stammspieler und wurde in seinem ersten Jahr türkischer Meister.
Anfang Juni 2018 wechselte Talisca bis zum Ende der Saison 2018 auf Leihbasis in die Chinese Super League zu Guangzhou Evergrande. Ende Oktober 2018 erwarb Guangzhou Evergrande schließlich für 19,2 Millionen Euro die Transferrechte an Talisca. Bis zum Saisonende erzielte er in 18 Spielen 16 Treffer.
Zur Saison 2021/22 wechselte Talisca zum saudi-arabischen Erstligisten al-Nassr FC.
Im Januar 2025 wechselte er zu Fenerbahçe Istanbul zurück in die türkische Metropole und unterschrieb dort einen Vertrag bis 2026.

### Nationalmannschaft
Talisca kam 2013 auf zwei Einsätze für die brasilianische U20-Auswahl und gewann mit der Mannschaft das Turnier von Toulon. Im November 2014 stand er für die Freundschaftsspiele gegen die Türkei und Österreich erstmals im Kader der A-Nationalmannschaft, wurde jedoch nicht eingesetzt.

## Erfolge
Nationalmannschaft
- Sieger des Turniers von Toulon: 2013

EC Bahia
- Staatsmeister von Bahia: 2014

Benfica Lissabon
- Portugiesischer Supercupsieger: 2014, 2016
- Portugiesischer Meister: 2015, 2016
- Portugiesischer Ligapokalsieger: 2015, 2016

Beşiktaş Istanbul
- Türkischer Meister: 2017

Guangzhou Evergrande
- Chinesischer Meister: 2019